# Пастух, Родион Васильевич
Родион Васильевич Пастух — незнающий поражений боксёр-профессионал. Чемпион мира, чемпион Азии, чемпион СНГ, чемпион России, советник губернатора Свердловской области.

## Биография
Родился 16 октября 1974 года в Витебске, Белорусской ССР. С 4-го класса школы занимается боксом. В соревнованиях международного уровня (чемпионат Европы, чемпионат мира, кубок мира, международные турниры, олимпийские игры и др.) участия не принимал.
Первые тренеры Родиона Пастуха в боксе — заслуженный тренер БССР Рутенберг Захар Семенович, заслуженный тренер СССР Кондратенко Валерий Георгиевич.
В профессиональный спорт перешёл в 2009 году. Профессиональная карьера продлилась три года. Попыток защищать титул Чемпиона Азии в 1-м тяжёлом весе по версии WBC в течение года Пастух не предпринимал и согласно правилам WBC в ноябре 2012 года титул был объявлен вакантным, 11 ноября 2012 в пригороде Мельбурна состоялся чемпионский бой в результате которого титул перешёл австралийскому боксёру Питеру Бреннану.
С 28 апреля 2011 года — общественный советник главы Свердловской области по вопросам развития спорта и патриотизма.
13 октября 2012 года Родион Пастух стал чемпионом мира в 1-м тяжёлом весе по версии UBO. Попыток защищать титул UBO Пастух не предпринимал, на контакт с обязательными претендентами не выходил. В мае 2013 года титул был объявлен вакантным и 25 мая 2013 в Волгодонске состоялся чемпионский бой в результате которого титул перешёл Дмитрию Кудряшову.

## Профессиональная карьера
13 октября 2012 года в Краснодаре в бою за пояс чемпиона мира по версии UBO в первом тяжёлом весе Родион Пастух встречался с Чупаки Чипинди из Танзании. В четвёртом раунде Пастух отправил соперника в нокаут. Победа над Чипинди для боксёра из Екатеринбурга стала девятой в профессиональной карьере. После боя спортсмен заявил, что теперь хотел бы сразиться с Кшиштофом Влодарчиком.
19 ноября 2011 года в Ростове-на-Дону в бою с Мбаруку Кери Родион Пастух завоевал титул чемпиона в первом тяжёлом весе WBC Asia Council Continental. Бой транслировался на телеканале «Боец».
Звание чемпиона СНГ завоевал 27 ноября 2010 года в Ростове-на-Дону, одержав победу над Романом Мирзоевым с Украины.
20 мая 2011 года в «Азов-Сити», Краснодарский край, в бою за пояс чемпиона России в первом тяжёлом весе одержал победу над Султанбеком Керефовым.
Тренер — Ражбадинов Рамазан Мусалаевич, вице-президент федерации профессионального бокса Южного и Северо-Кавказского федеральных округов, Президент Федерации профессионального бокса Астраханской области.
Таблица боев.
| Дата       | Место                  | Победитель           | Вес     | Победа   | Поединок | Проигравший            | Вес     |
| ---------- | ---------------------- | -------------------- | ------- | -------- | -------- | ---------------------- | ------- |
| 13.10.2012 | Povetkin Aleksandr,RUS | Rodion PASTUKH (RUS) | 86,3 kg | KO 4     | UBO      | Chupaki CHIPINDI (TZA) | 84,8 kg |
| 19.11.2011 | Rostov-na-Donu, RUS    | Rodion PASTUKH       | 85,5 kg | KO 3     | ABCO Con | Mbaruku KHERI (TZA)    | 85,3 kg |
| 20.05.2011 | Azov Сity, RUS         | Rodion PASTUKH       | 90,7 kg | TKO 9    | RUS      | Sultanbek KEREFOV      | 90,6 kg |
| 26.03.2011 | Kushchevka, RUS        | Rodion PASTUKH       | 90,6 kg | KO 2     | CIS      | Vlad TKACHENKO (UKR)   | 90,2 kg |
| 27.11.2010 | Rostov-na-Donu, RUS    | Rodion PASTUKH       | -       | TKO 4inj | CIS      | Roman MIRZOEV          | -       |
| 24.08.2010 | Pyatigorsk, RUS        | Rodion PASTUKH       | 84,8 kg | KO 3     | 8R       | Sergey SHITIKOV (UKR)  | 90,5 kg |
| 03.07.2010 | Rostov na Donu, RUS    | Rodion PASTUKH       | 86,9 kg | TKO 6ret | 6R       | Alexey KLYOSOV (RUS)   | 89,0 kg |
| 17.03.2010 | Pyatigorsk, RUS        | Rodion PASTUKH       | 84,8 kg | KO 3     | 6R       | Sergey PODYACHIY (UKR) | 84,0 kg |
| 21.08.2009 | Gelenzhik, RUS         | Rodion PASTUKH       | 83,5 kg | KO 2     | 4R       | Denis SIMKIN (UKR/RUS) | 90,3 kg |

### Скандал с чемпионством WBC
19 ноября 2011 года Пастух стал обладателем чемпионского титула одного континента по версии одного подразделения Asian Boxing Council (ABCO). После этого он на своём сайте и в интервью ряду СМИ указывал, что он является чемпионом мира по версии WBC в тяжёлом весе. Губернатор Мишарин, советником которого Пастух являлся в то время, также поздравил его именно с чемпионством WBC.
15 января 2012 года на официальном сайте спортсмена была опубликована статья: «Родион Пастух: заказные статьи меня не остановят».
21 января 2012, на сайте AllBoxing.ru вышла статья: «Дмитрий Пирог: У меня нет сомнений в порядочности Родиона Пастуха».

### Конфликт с Егором Мехонцевым
В начале 2012 года разгорелась словесная перепалка между Родионом Пастухом и будущим олимпийским чемпионом Лондона Егором Мехонцевым. По возвращении с Олимпиады Мехонцев вызвал Пастуха на поединок.
В октябре 2012 года журнал PROспорт обсудил титульный бой российского боксёра Родиона Пастуха с олимпийским чемпионом Егором Мехонцевым, который 9 месяцев назад назвал Пастуха самозванцем.
Бизнесмен Михаил Кайгородов хочет лишить боксёра Родиона Пастуха титула. Но организацией боя Кайгородов занимается из палаты психиатрической клиники.

## Общественная деятельность
Родион активно поддерживает развитие бокса среди молодёжи, оказывает благотворительную помощь детям-инвалидам.

В апреле 2011 года Родион Пастух стал советником губернатора Свердловской области А. С. Мишарина.
В 2012 году Родион Пастух организовал фонд своего имени, который займётся развитием детского спорта в Свердловской области. Планируется, что он будет получать на эти цели деньги из областного бюджета.
13 октября 2012 года Родион Пастух стал Чемпионом мира в тяжелом весе по версии UBO. Часть своего гонорара Родион Пастух передал на благотворительность в детский дом. На сегодняшний день основная задача Родион Пастуха — пропаганда здорового образа жизни молодёжи.
Родион Пастух отдал 30 тысяч «призовых» молодому боксёру на лечение. Чемпион побывал в гостях у 11-летнего пациента онкоцентра и преподнёс ему подарок, от которого у юного спортсмена открылось «второе дыхание».
Боксёр Родион Пастух и бизнесмен Максим Владимиров вручили подарки родным погибших бойцов ОМОНа.
Членам семей сотрудников ОМОН, погибших при исполнении служебных обязанностей, вручили подарки (фото, видео).
1 июня 2013 в Реже состоялся турнир по боксу с участием Родиона Пастуха.